# Zimnodół
Zimnodół – wieś w Polsce, położona w województwie małopolskim, w powiecie olkuskim, w gminie Olkusz. Pierwsza wzmianka o wsi pochodzi z 1299 r.
| SIMC    | Nazwa      | Rodzaj    |
| ------- | ---------- | --------- |
| 0218354 | Do Baraków | część wsi |
| 0218360 | Na Dole    | część wsi |
| 0218377 | Na Pastwie | część wsi |

Wieś królewska w tenucie rabsztyńskiej w powiecie proszowskim województwa krakowskiego w końcu XVI wieku. W latach 1975–1998 miejscowość administracyjnie należała do województwa katowickiego.